# Templo Hindu de Preah Vihear
O Templo de Preah Vihear  (cambojano:ប្រាសាទព្រះវិហារ) localiza-se num platô nos Montes Dângrêk, junto à fronteira Camboja-Tailândia. É um templo  da religião hindu consagrado ao Deus Shiva e o início de sua construção data do Século XI d.C., mas vestígios encontrados comprovam que eremitas o fundaram já no Século IX d.C.. É composto de uma série de pavimentos e escadarias interconectadas ao longo de 800 mts. O sítio encontra-se muito bem preservado devido a região ser remota e de difícil acesso. Sua excepcional arquitetura interagindo e se integrando ao relevo, encostas e grutas, estas ricamente ornamentadas, e todo o conjunto construído e dedicado aos rituais da religião hindu, formando um templo religioso monumental, considerado um dos mais "puros" do mundo, desde sua concepção de plano arquitetônico e de suas gravuras, mosaicos, inscrições e outros.
Em 7 de julho de 2008, em sua 32 sessão, realizada na cidade de Quebec, Canadá, foi declarado Patrimônio Mundial pela UNESCO do Camboja. Essa promulgação provocou a demissão do ministro de Assuntos Exteriores tailandês, Noppadon Patttama, pois na votação que ocorreu entre os países-membros da WHC (World Heritage Convention) para integrar o templo como Patrimônio Mundial, o ministro tailandês confirmou e chancelou a petição de reconhecimento pleiteada pelo Camboja junto ao Comitê do Patrimônio Mundial da UNESCO, sendo declarado o Templo de Preah Vihear Patrimônio Mundial do Camboja.
A região dos Montes Dângrêk é fronteira entre o Camboja e a Tailândia. A Tailândia (à época denominada Sião) questionou junto ao Tribunal Internacional de Justiça de A Haia-TIJ, a demarcação e delimitação das fronteiras e áreas territoriais dos países da região, oficialmente determinadas e impostas pela França, logo após rebeber as novas cartas-geográficas das demarcações das fronteiras internacionais. Essa demarcação de fronteiras do governo francês deu ao Camboja, a região do Montes Dângrêk aonde se localiza o Templo de Preah Vihear. O TIJ decidiu por 9 votos a 3, que a área pertencia ao Camboja. Constituiu-se em um precedente e normativa mundial jurídica importante às divergências de demarcação de fronteiras entre Estados soberanos. Exemplificando o que configura-se a clássica "figura jurídica' inglesa "Estoppel by representation".
Ainda nos dias atuais, mesmo após a decisão do Tribunal de Justiça Internacional de A Haia, o governo da Tailândia não reconhece a decisão, o que ocasiona conflitos eventuais na disputa territorial entre os 2 países sobre a soberania da região onde localiza-se o templo. Em julho de 2008, o Camboja e a Tailândia mobilizaram e posicionaram centenas de soldados, de ambos os lados, próximos ao Templo de Preah Vihear. Em 15 de outubro de 2008 veio a ocorrer um confronto militar entre os 2 países.
Em fevereiro de 2011 os governos da Tailândia e Camboja firmaram um cessar-fogo após cinco pessoas morrerem em um conflito, entre os  dois países, pela posse do templo.